# Saint-Nicolas-la-Chapelle (Aube)
Saint-Nicolas-la-Chapelle je francouzská obec v departementu Aube v regionu Grand Est. V roce 2011 zde žilo 72 obyvatel.

## Vývoj počtu obyvatel
Počet obyvatel 